# Zehntscheuer (Ravensburg)

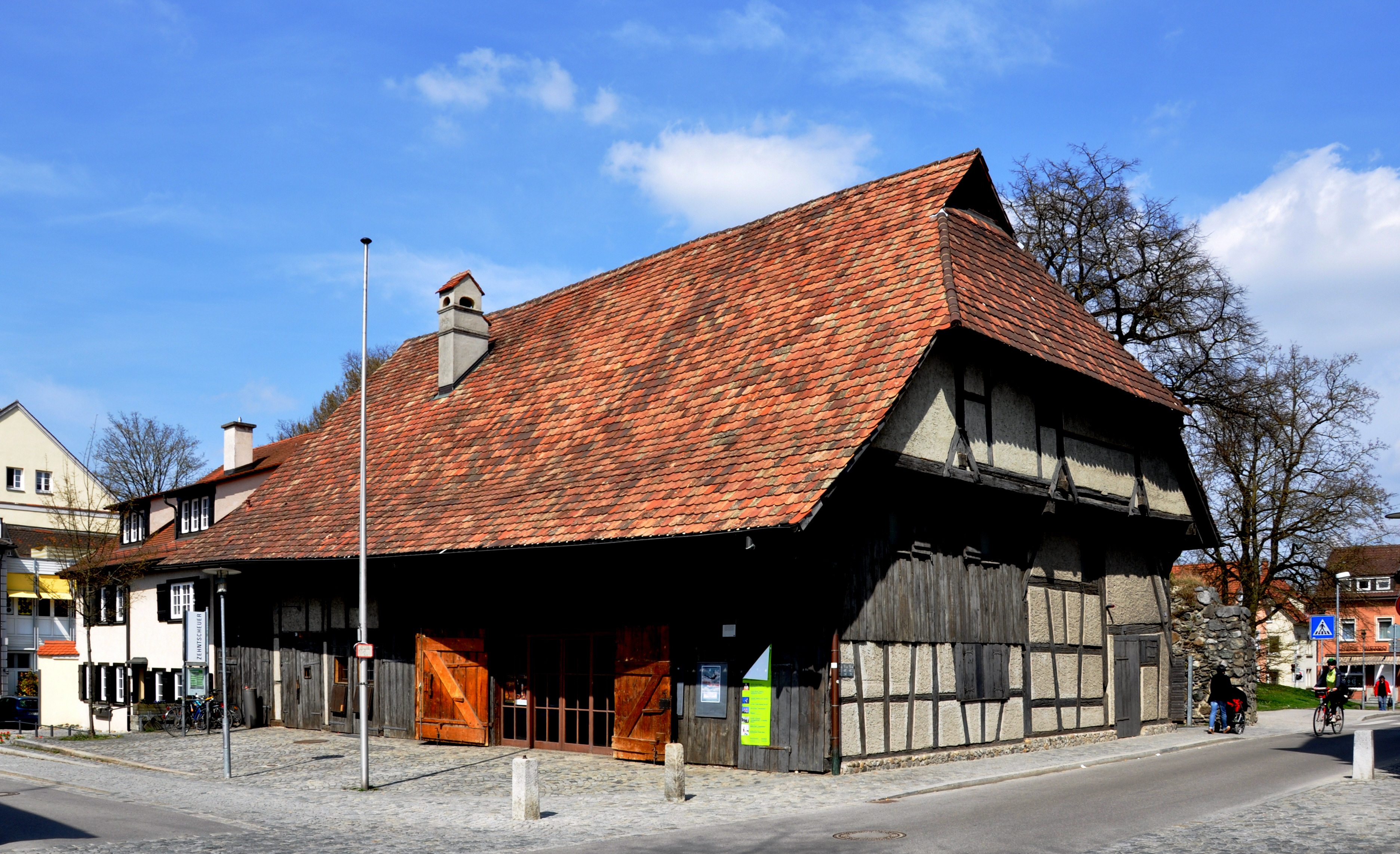
Zehntscheuer

Die Zehntscheuer in Ravensburg in der Grüner-Turm-Straße ist ein historischer Bau aus dem Jahr 1378 und fungiert seit 1983 als Kleinkunstbühne mit integrierter Gastronomie.

## Historie
Das Gebäude wurde ursprünglich 1378 erbaut und fungierte bis 1719 als Lager für die Naturalabgaben des benachbarten Bruderhauses, einem Altenheim für alleinstehende Männer. Eine frühere Bezeichnung lautete daher auch Bruderhaus-Stadel. Der ursprünglich vorgesehene Abriss konnte 1982 durch die Gründung des Trägervereins Zehntscheuer Ravensburg e.V. verhindert werden, der sich durch freiwillige Arbeit und mit finanzieller Unterstützung der Stadt Ravensburg um die Renovierung bemühte. 2012 erfolgte eine umfassende Modernisierung. Damit ist die Zehntscheuer die einzig erhaltene derartige Baulichkeit in Ravensburg, alle anderen wurden zur damaligen Zeit abgerissen.

## Nutzung als Kleinkunstbühne
Die Nutzung der Zehntscheuer Ravensburg erfolgt seit 1983 als Kleinkunstbühne und anmietbare Event Location. Eine angeschlossene Gastronomie bewirtet Gäste während der Veranstaltungen und auch zu bestimmten Öffnungszeiten. Es werden ca. 80–100 Veranstaltungen jährlich organisiert, mit ca. 11.500 Besuchern insgesamt und überregionaler Strahlkraft. Als Trägerverein dient der Zehntscheuer Ravensburg e.V., mit ca. 40 Mitgliedern. Die Zehntscheuer ist der Veranstaltungsort des jährlich vergebenen Kulturpreises Ravensburger Kupferle.